# تارو سوغاوارا
تارو سوغاوارا (باليابانية: 菅原 太郎) (14 يونيو 1981 في أوتسو في اليابان – )؛ هو لاعب كرة قدم ياباني سابق كان يلعب كمهاجم.

## وصلات خارجية
- تارو سوغاوارا على موقع رابطة كرة القدم اليابانية للمحترفين (اليابانية)
- تارو سوغاوارا على موقع عالم كرة القدم.نت (الإنجليزية)